# Літературно-меморіальний музей Абая
Літературно-меморіальний музей Аба́я відкритий 16 грудня 1940 року в Семипалатинську до 95-річчя від дня народження казахського поета, основоположника казахської письмової літератури Абая Кунанбаєва

## Історія
Будинок музею раніше належав Аніяру Кожабайули Молдабаєву (1850—1934). Почесними гостями тут були Абай, Шакарім, Кокбай, Акилбай, Абдрахман, Турагул, Магауія, Кокитай та інші.
У 1996 році до 150-річного ювілею Абая проведено ремонт та реставрацію музею.

## Структура та фонд
Фонд музею налічує 13 тис. експонатів, представлених у 7-ми тематичних залах: «Абай та його епоха», «Аул часів Абая», «Джерела творчості Абая», «Творчість Абая», «Поетичне оточення Абая», «Абаєзнавство», «Казахський народ високо вшановує пам'ять великого поета».
Експонуються архівні документи, автографи Абая, рукописна спадщина поетів — сучасників Абая, фотографії, рідкісні книги, періодичні видання часів Абая, твори образотворчого мистецтва, етнографічні експонати, передані Абаєм 1885 року у краєзнавчий музей, особисті речі продовжувачів літературних традицій Абая, їх переклади мовами народів світу. Окремий розділ становлять праці М. О. Ауезова — основоположника абаєзнавства.